# Lejławki Wielkie
Lejławki Wielkie (deutsch Groß Grünheide) ist ein Ort in der polnischen Woiwodschaft Ermland-Masuren. Er gehört zur Stadt-und-Land-Gemeinde Orneta (Wormditt) im Powiat Lidzbarski (Kreis Heilsberg).

## Geographische Lage
Lejławki Wielkie liegt im Nordwesten der Woiwodschaft Ermland-Masuren, 29 Kilometer südöstlich der früheren Kreisstadt Braunsberg (polnisch Braniewo) bzw. 34 Kilometer westlich der heutigen Kreismetropole Lidzbark Warmiński (deutsch Heilsberg).

## Geschichte
Groß Grünheid (erst nach 1785 Groß Grünheide genannt) war ein kleiner Gutsort. 1874 wurde der Gutsbezirk Groß Grünheide in den neu errichteten Amtsbezirk Basien (polnisch Bażyny) im ostpreußischen Kreis Braunsberg, Regierungsbezirk Königsberg, aufgenommen.
Teile der Gutsbezirks Groß Grünheide wurden am 23. März 1896 in den Gutsbezirk Wichertshof (polnisch Wichrowo) im gleichnamigen Amtsbezirk im Kreis Heilsberg sowie am 18. August 1905 in die Landgemeinde Agstein (polnisch Augustyny) im Amtsbezirk Woynitt (Wojnity) umgegliedert. Im Jahre 1910 zählte Groß Grünheide 31 Einwohner.
Am 30. September 1928 verlor Groß Grünheide seine Eigenständigkeit und wurde in die Landgemeinde Agstein eingegliedert.
Nach der Abtretung des gesamten südlichen Ostpreußen an Polen im Jahre 1945 in Kriegsfolge, erhielt Groß Grünheide die polnische Namensform „Lejławki Wielkie“. Heute ist es eine Ortschaft im Verbund der Gmina Orneta (Stadt-und-Land-Gemeinde Wormditt) im Powiat Lidzbarski (Kreis Heilsberg), von 1975 bis 1998 der Woiwodschaft Elbląg, seither der Woiwodschaft Ermland-Masuren zugehörig.

## Religion
Groß Grünheide war einst in die römisch-katholische Kirche in Wusen (polnisch Osetnik) im Bistum Ermland eingepfarrt, und Lejławki Wielkie gehört heute zur Pfarrei in Chwalęcin (Stegmannsdorf) im Erzbistum Ermland. 
Evangelischerseits war Groß Grünheide bis 1945 der Kirche Wormditt in der Kirchenprovinz Ostpreußen der Kirche der Altpreußischen Union zugeordnet. Jetzt ist das Dorf in die Diözese Masuren der Evangelisch-Augsburgischen Kirche in Polen eingegliedert.

## Verkehr
Lejławki Wielkie liegt an der Straße N 1399, die bei Nowy Dwór (Neuhof) von der polnischen Woiwodschaftsstraße 507 (hier im Abschnitt der einstigen deutschen Reichsstraße 126) abzweigt und über Augustyny (Agstein) nach Bornity (Bornitt) verläuft. Eine Verbindungsstraße führt von Bażyny (Basien) direkt in den Ort.
Ein Bahnanbindung besteht für Lejławki Wielkie nicht. Bis 1945 (Personenverkehr) bzw. 2001 (Güterverkehr) bestand Bahnanschluss über Bażyny an der Bahnstrecke Słobity–Bartoszyce.